# Верхні Йолиші
Верхні Йолиші́ (рос. Верхние Ёлыши, чув. Тури Юлăш) — присілок у складі Аліковського району Чувашії, Росія. Входить до складу Чувасько-Сорминського сільського поселення.
Населення — 95 осіб (2010; 105 у 2002).
Національний склад:
- чуваші — 100 %